# Eunidia mourgliae
Eunidia mourgliae är en skalbaggsart som beskrevs av Stefan von Breuning och Teocchi 1983. Eunidia mourgliae ingår i släktet Eunidia och familjen långhorningar.
Artens utbredningsområde är Kenya. Inga underarter finns listade i Catalogue of Life.